# Michaël Rossi

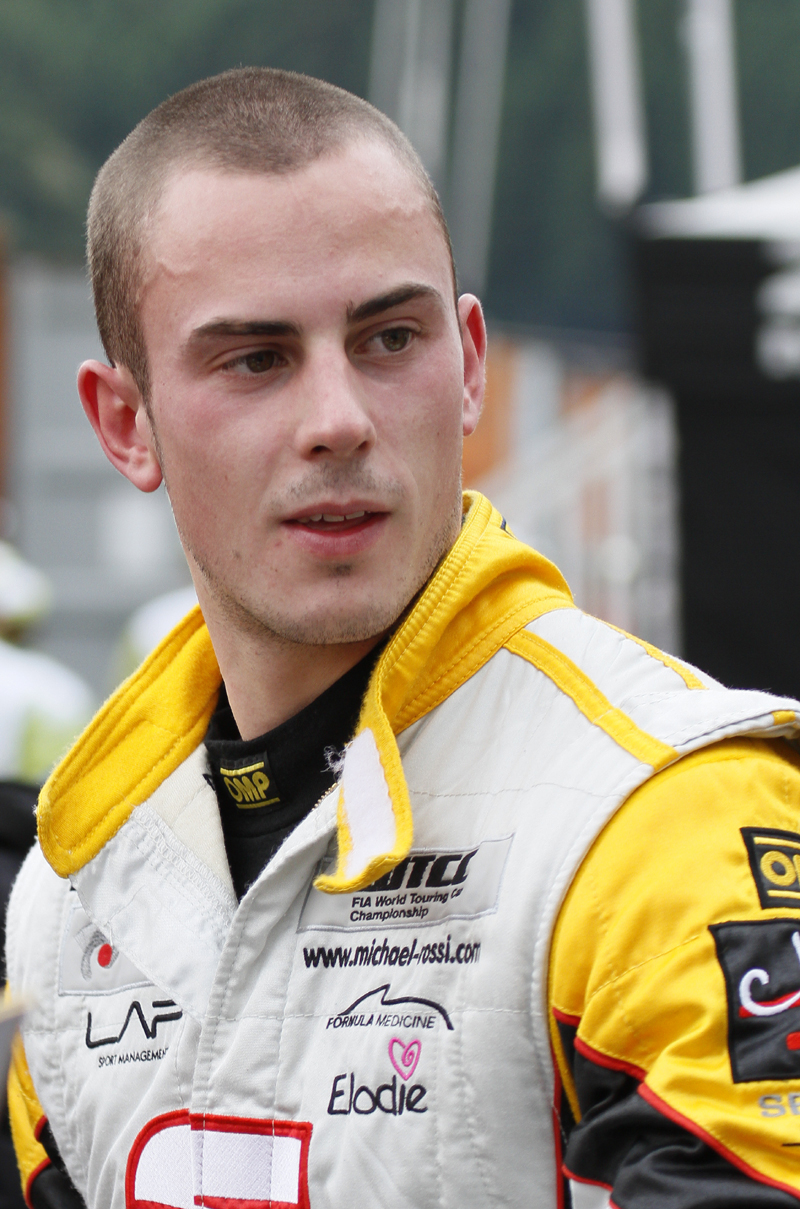
Michaël Rossi als WTCC-coureur in 2010.

Michaël Rossi (Chambéry, 12 april 1988) is een Frans autocoureur.

## Carrière
Nadat hij in het karting uitkwam, maakte Rossi in 2006 zijn debuut in het formuleracing, waarbij hij in de Franse Formule Renault 2.0 reed voor zowel SG Formula als Hexis Racing. In elf races behaalde hij slechts één punt, waardoor hij als 25e in het kampioenschap eindigde.
In 2007 stapte Rossi over naar de touring cars, waarbij hij in de Eurocup Mégane Trophy voor het team Racing for Belgium ging rijden. Hij eindigde met één overwinning op de Hungaroring als negende in het kampioenschap. In 2008 stapte hij over naar het team TDS Racing, waarmee hij met vier overwinningen kampioen werd met 16 punten voorsprong op Maxime Martin.
In 2009 stapte Rossi over naar de Seat Leon Eurocup voor het team SUNRED Engineering. Hij behaalde overwinningen op het Automotodrom Brno en het Autodromo Enzo e Dino Ferrari, waardoor hij als zesde in het kampioenschap eindigde nadat hij tijdens het seizoen twee van de zes raceweekenden miste. Ook reed hij enkele races in de Spaanse Supercopa en behaalde hij een podiumplaats bij zijn terugkeer in de Mégane Trophy. In 2010 bleef hij in de Eurocup rijden voor SUNRED. Met één overwinning op het Autodromo Nazional Monza eindigde hij achter Gábor Wéber als tweede in het kampioenschap. In de Franse Supercopa eindigde hij als vierde met zeven podiumplaatsen. Ook nam hij deel aan twee van de drie raceweekenden van de European Touring Car Cup, waarin hij als negende in het kampioenschap eindigde.
Als de winnaar van het raceweekend in de Eurocup op Imola, maakte Rossi in 2010 zijn debuut in het World Touring Car Championship tijdens het raceweekend op het Okayama International Circuit voor het team SR-Sport. In de eerste race wist hij de finish niet te behalen, maar in de tweede race eindigde hij als twaalfde.
In 2011 maakte Rossi zijn debuut in de FIA GT1 voor het team DKR Engineering, waar hij achtereenvolgend Jaime Camara, Matteo Bobbi en Dimitri Enjalbert als teamgenoot kreeg. Hij reed in een Chevrolet Corvette en behaalde met een zevende plaats op het Circuito de Navarra zijn beste resultaat voordat hij voorafgaand aan de laatste drie raceweekenden overstapte naar het Exim Bank Team China, waar hij eerst Sérgio Jimenez en later Nico Verdonck als teamgenoot kreeg. Op het Goldenport Park Circuit verbeterde hij zijn beste resultaat naar een vijfde plaats, waardoor hij met 17 punten als 22e in het kampioenschap eindigde.